# Ferenczi Sándor (régész)
Ferenczi Sándor (írói álnevei: Alexandru Ampoianu, Közlő, szemerjai Székely Sándor) (Zalatna, 1894. október 1. – Szovjetunió, 1945. június) magyar régész. Ferenczi István és Ferenczi Géza apja.

## Életútja
A szászvárosi Kuun kollégium elvégzése (1912) után a Ferenc József Tudományegyetemen kezdte el tanulmányait, s az Egyetemi Könyvtár gyakornoka (1912-20); harctéri szolgálata után az I. Ferdinánd Király Tudományegyetemen szerzett történelem-latin szakos tanári képesítést (1920), az egyetem ókortudományi intézetének gyakornoka, később tanársegédje, 1937-ben doktorált, 1941-től múzeumőr, majd az Egyetemi Könyvtárban könyvtáros. 1943-tól újra hadba vonult, hadifogságban halt meg. 1918-ban a bevonuló román csapatok elöl  82 régészeti leletet mentett meg azáltal, hogy Gernyeszegről Kolozsvárra szállította, ahol ma is megvannak az Erdélyi Nemzeti Történeti Múzeumban.
Szakirodalmi munkásságát a budapesti Archaeologiai Értesítőben megjelent közleményeivel kezdte (1911); ugyanitt s a Genealógiai Füzetek, a Hunyad megyei Történelmi és Régészeti Társulat Évkönyve, az Abrudbánya és Vidéke, valamint a Dolgozatok az Erdélyi Múzeum-Egyesület Érem- és Régiségtárából hasábjain jelentek meg régészeti, családtörténeti és érmészeti szakcikkei (1912–15). A két világháború között a Magyar Nép, Pásztortűz, Ellenzék, Keleti Újság, Erdély, Székelység, Erdélyi Múzeum közölte művelődéstörténeti fejtegetéseit. Régészeti tanulmányokat írt a Siebenbürgische Vierteljahresschrift és más hazai német lapok számára; tevékeny részt vett a dák-római kutatásokban, magyarra fordította Vasile Pârvan és D. M. Teodorescu régészeti tanulmányait; az Erdélyi Múzeum szemlerovataiban rendszeresen ismertette a román, német, magyar szakirodalmakat.
A székelyek eredetéről, településéről és rovásírásáról szóló tanulmányai tárgyilagos kutatási módszeréről tesznek tanúságot. Számos írását lefordították román és német nyelvre. Eredeti munkáit közölte a Revista Economică, Înfrățirea, Dacia, Sargetia, Anuarul Comisiunii Monumentelor Istorice. Több értékes tanulmánya máig kiadatlan.

## Kötetei
- Az énlaki rovásírásos felirat (Kolozsvár, 1936)
- Az egykori Kászonszék régészete. A kászoni székelyek letelepülése és eredete (Kolozsvár, 1938)
- Régészeti megfigyelések a limes dacicus északnyugati szakaszán. (Kolozsvár, 1941, Erdélyi Tudományos Füzetek 125.)
- Așezările dacice din Munții Orăștiei (posztumusz kiadás, társszerző Constantin Daicoviciu, 1951)